# 下條尚志
下條 尚志（しもじょう ひさし、1984年1月 - ）は、日本の人類学者（歴史人類学・東南アジア地域研究）。学位は、博士（地域研究）（京都大学・2015年）（学位論文『統治と生存の社会史-ベトナム南部メコンデルタの戦争と社会主義-』）。神戸大学大学院国際文化学研究科准教授。姓の「條」は旧字体であるため、下条 尚志と表記される場合もある。

## 経歴
1984年1月生まれ。2002年3月東京都立武蔵高等学校卒業、2007年3月慶應義塾大学経済学部卒業、2015年3月京都大学大学院アジア・アフリカ地域研究研究科研究指導認定退学。同年7月に博士（地域研究）の学位を取得、学位論文の題は『統治と生存の社会史-ベトナム南部メコンデルタの戦争と社会主義-』。2016年4月から京都大学東南アジア地域研究研究所機関研究員（2017年11月まで）。2017年12月から静岡県立大学大学院国際関係学研究科助教（2021年3月まで）を務めたのち、2021年4月より神戸大学大学院国際文化学研究科准教授。

## 研究
専門は、歴史人類学・東南アジア地域研究。ベトナム南部のメコンデルタ地域を対象に、河川・海域世界と結びついたウォーター・フロンティア研究を行う。『国家の「余白」―メコンデルタ 生き残りの社会史』において、「植民地化と脱植民地化、戦争、社会主義、市場経済化といったナショナルかつグローバルな地域再編の圧力に対し、人々がどう生き残りを図り、ローカルな秩序を紡ぎ出してきたのかを論じ」、「兵役逃れの場や闇市、非合法越境ルートといった「国家の介入しにくい空間」の生成原理」について分析を行う。

## 略歴
- 1984年 - 誕生。
- 2007年 - 慶應義塾大学経済学部卒業。
- 2015年 - 京都大学大学院アジア・アフリカ地域研究研究科博士後期課程研究指導認定退学。
- 2015年 - 京都大学大学院アジア・アフリカ地域研究研究科 研究員
- 2016年 - 京都大学東南アジア地域研究研究所 機関研究員。
- 2017年 - 静岡県立大学大学院国際関係学研究科 助教。
- 2021年 - 神戸大学大学院国際文化学研究科 准教授。

## 所属学会
- 日本文化人類学会
- 東南アジア学会
- アジア政経学会
- 日本オーラル・ヒストリー学会
- 比較家族史学会

## 受賞歴
- 2016年 - 台湾・東南アジア学会全国大会最優秀論文賞[5]。

## 著作

### 単著
- 『国家の「余白」―メコンデルタ 生き残りの社会史』京都大学学術出版会 、2021年。 ISBN 9784814003099
- 『戦争と難民―メコンデルタ多民族社会のオーラル・ヒストリー 』風響社、2016年。ISBN 9784894897908

### 共著
- 下條尚志ほか著、京都大学大学院アジア・アフリカ地域研究研究科大学院教育改革支援プログラム監修『マイノリティの諸相』中西印刷出版部松香堂書店、2010年。ISBN 9784879746450

### 分担執筆、寄稿
- 国立新美術館・森美術館・国際交流基金アジアセンター編『サンシャワー』平凡社、2017年。ISBN 9784582207118
- 信田敏宏編集委員長、綾部真雄ほか編集委員『東南アジア文化事典』丸善出版、2019年。ISBN 9784621303900

### 論文
- 「ベトナム・サイゴン政権の中部高原統治――先住山地民の土地所有権に対する政策を中心に」『アジア経済』52巻5号、日本貿易振興機構アジア経済研究所研究支援部、2011年5月、2-31頁。ISSN 00022942
- 「メコンデルタにおける支配をめぐるせめぎあい――地域社会の人々のローカル秩序と回避の『場』（1976〜1988年）」『東南アジア研究』51巻2号、京都大学東南アジア研究所、2014年1月31日、227-266頁。ISSN 05638682
- 「脱植民地化過程のメコンデルタにおけるクメール人の言語・仏教・帰属」『アジア・アフリカ地域研究』15巻1号、京都大学大学院アジア・アフリカ地域研究研究科、2015年、20-48頁。ISSN 13462466
- 「ベトナム‐カンボジア国境の越境移動をめぐるローカルな政治――冷戦終結後メコンデルタのクメール人越境者とベトナム国家」『アジア・アフリカ言語文化研究』95号、東京外国語大学アジア・アフリカ言語文化研究所、2018年3月、151-179頁。ISSN 03872807

### 解説、総説
- 「コーヒーとベトナム――ベトナム中部高原の先住民社会とコーヒー栽培」『アジア・アフリカ地域研究』8号、京都大学大学院アジア・アフリカ地域研究研究科、2008年、101-106頁。ISSN 13462466
- 「関西館アジア情報室が所蔵するベトナム語資料について」『アジア情報室通報』14巻4号、国立国会図書館、2016年12月、2-6頁。ISSN 13482149

### 書評
- 「高田洋子著《メコンデルタの大土地所有――無主の土地から多民族社会へ――フランス植民地主義の80年》」『東南アジア・歴史と文化』44号、山川出版社、2015年、184-188頁。ISSN 03869040